# 科利内
科利内（法語：Collinée，法語發音：[kɔline]）是法国阿摩尔滨海省的一个旧市镇，原属圣布里厄区。2016年1月1日，科利内和相邻的另外6个市镇合并成为新市镇勒默内，改属圣布里厄区，科利内为勒默内的行政中心。

## 地理
科利内（48°18'3"N, 2°31'12"W）面积7.06 平方千米，位于法国布列塔尼大區阿摩尔滨海省，该省份为法国西北部沿海省份，位于布列塔尼半岛北部，北濒大西洋英吉利海峡，西接菲尼斯泰尔省，南至莫尔比昂省，东临伊勒-维莱讷省。
科利内的时区为UTC+01:00、UTC+02:00（夏令时）。

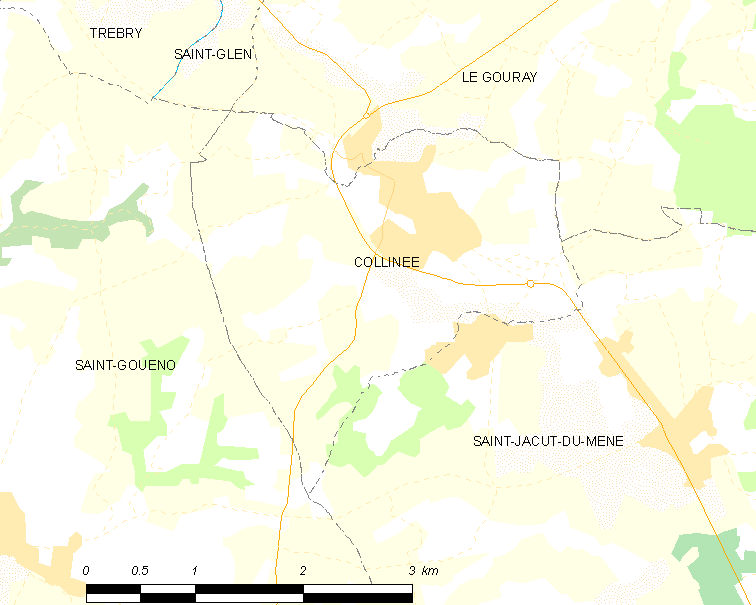
科利内的OSM定位图

## 行政
科利内的邮政编码为22330，INSEE市镇编码为22046。

## 政治
科利内所属的省级选区为普莱内瑞贡县。

## 人口

1962-2008年间科利内人口变化图示

科利内于2018年1月1日时的人口数量为979人。